# Megadictyon
Megadictyon es un género monotípico de lobópodo sibérido del Cámbrico, la única especie que contiene es Megadictyon haikouensis, cuyos restos fósiles fueron hallados en los esquistos de Maotianshan, en China. Presenta similitudes con Jianshanopodia y Siberion. A veces su nombre es mal escrito como Magadictyon.
Megadictyon era un lobópodo de gran tamaño, con una longitud corporal (excluyendo los apéndices) posiblemente de hasta 20 centímetros en total. La cabeza tiene un par de apéndices frontales robustos asociados a hileras de espinas y garras terminales. En la parte inferior de la cabeza hay un aparato bucal parecido al que poseen los radiodontos, formado por múltiples capas de placas y estructuras parecidas a dientes. El tronco es ancho y anulado, con un par de miembros lobópodos bien desarrollados en cada segmento corporal. En los materiales fósiles incompletos que carecen de la región posterior sólo se pueden contar 8 pares de segmentos/extremidades, por lo que puede haber tenido más (posiblemente hasta 11 o 13) en la naturaleza. También tiene pares de glándulas digestivas similares a las de los artrópodos basales.